# Il grande teatro del West
Il grande teatro del West (The Guns of Will Sonnett) è una serie televisiva statunitense di genere western, trasmessa dalla ABC per 2 stagioni, dal 1967 al 1969.
Composta da 50 episodi, la serie è stata ideata e prodotta da Aaron Spelling, alla prima collaborazione con l'attore e produttore Danny Thomas: i due produrranno in seguito la più celebre Mod Squad, i ragazzi di Greer (1968-1972).
Protagonisti della serie, il 3 volte premio Oscar Walter Brennan, nei panni dell'anziano Will Sonnett, e il nipote Jeff, interpretato da Dack Rambo.
34 dei 50 episodi della serie sono stati diretti dal veterano Jean Yarbrough.

## Trama
Far West, 1870: dall'anziano Will Sonnett, ex guida dell'esercito, si presenta un giovane, Jeff, che dice di essere suo nipote. Orfano della madre, morta all'atto della sua nascita, il giovane è disposto a tutto pur di ritrovare il padre James (chiamato anche Jim, nel corso della serie), figlio di Will. James è sparito all'età di 17 anni, e l'anziano Will si trova ad educare il nipote, oltre che ad addestrarlo all'uso delle armi.

## Episodi
| Stagione         | Episodi | Prima TV USA | Prima TV Italia |
| ---------------- | ------- | ------------ | --------------- |
| Prima stagione   | 26      | 1967-1968    |                 |
| Seconda stagione | 24      | 1968-1969    |                 |